# کتابخانه عمومی آستین

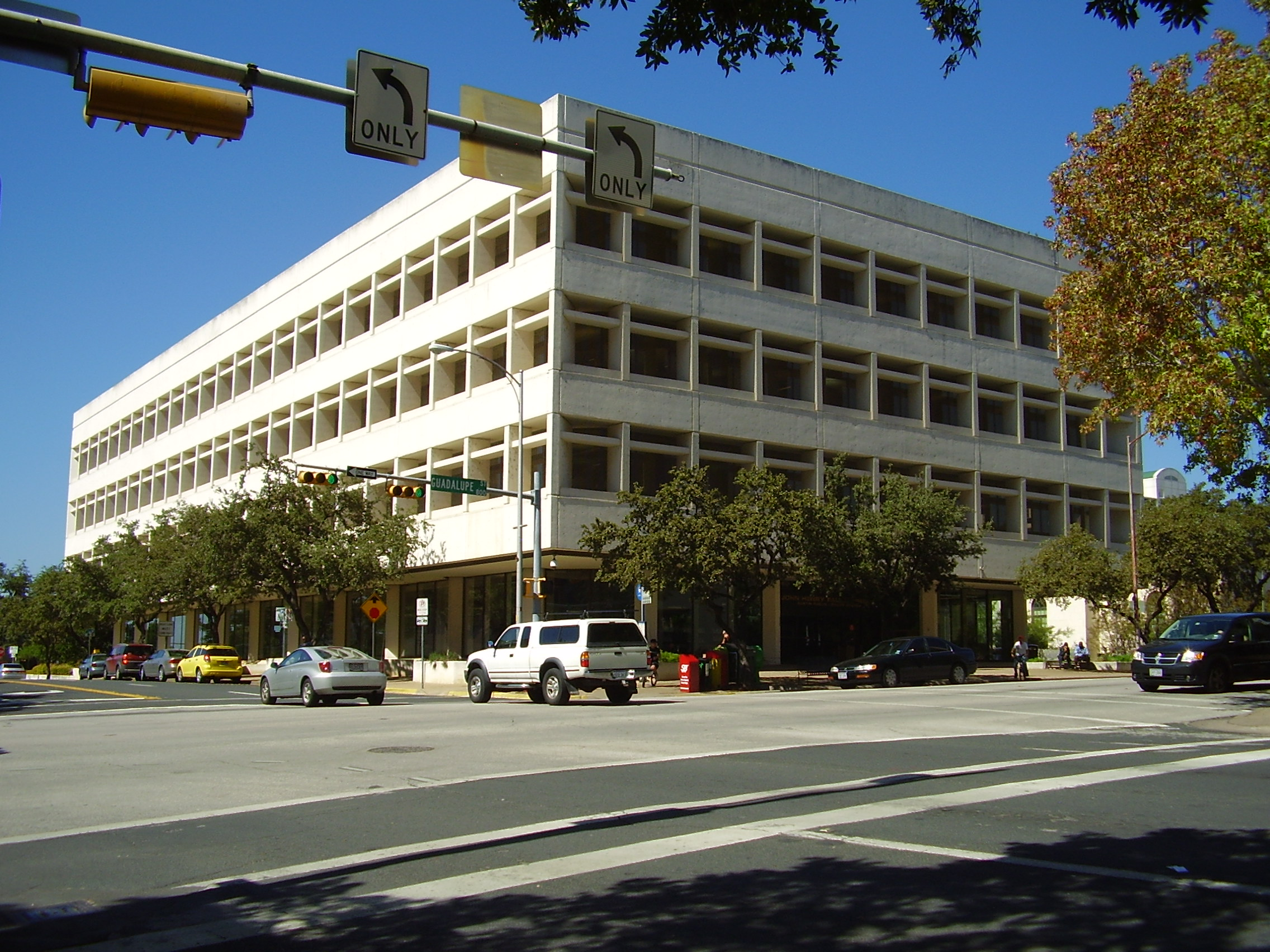

کتابخانه عمومی آستین (به انگلیسی: Austin Public Library) سیستم کتابخانه های عمومی شهر آستین در تکزاس در ایالات متحده آمریکا است که در سال ۱۹۲۶ تأسیس شد و امروز ۱٬۴۴۷٬۰۰۰ نسخه کتاب دارد.
کتابخانه عمومی آستین امروزه یک شعبه مرکزی و ۲۰ شعبه ناحیه‌ای دارد.